# Boston Music Hall

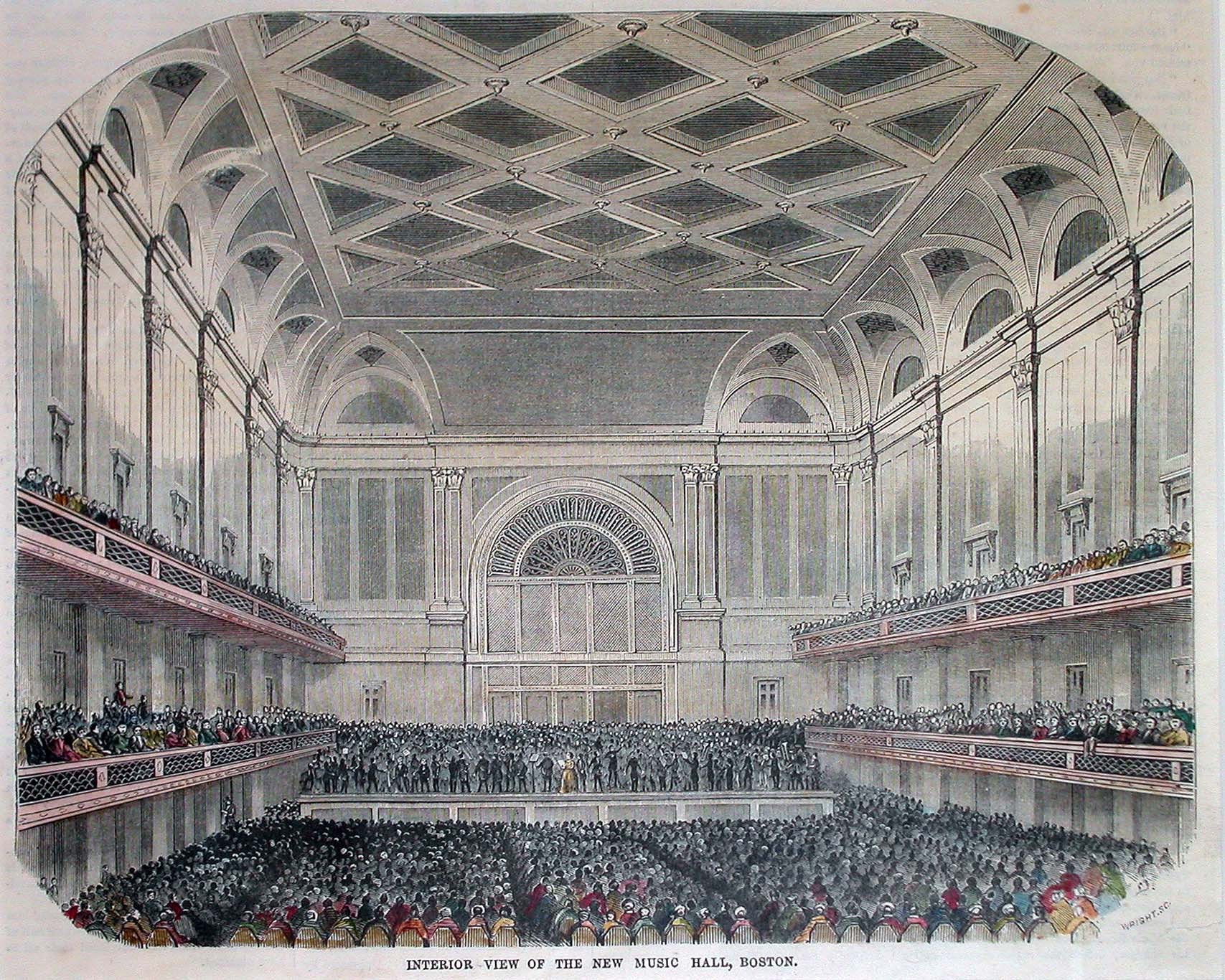
The Boston Music Hall, Winter Street, 1852

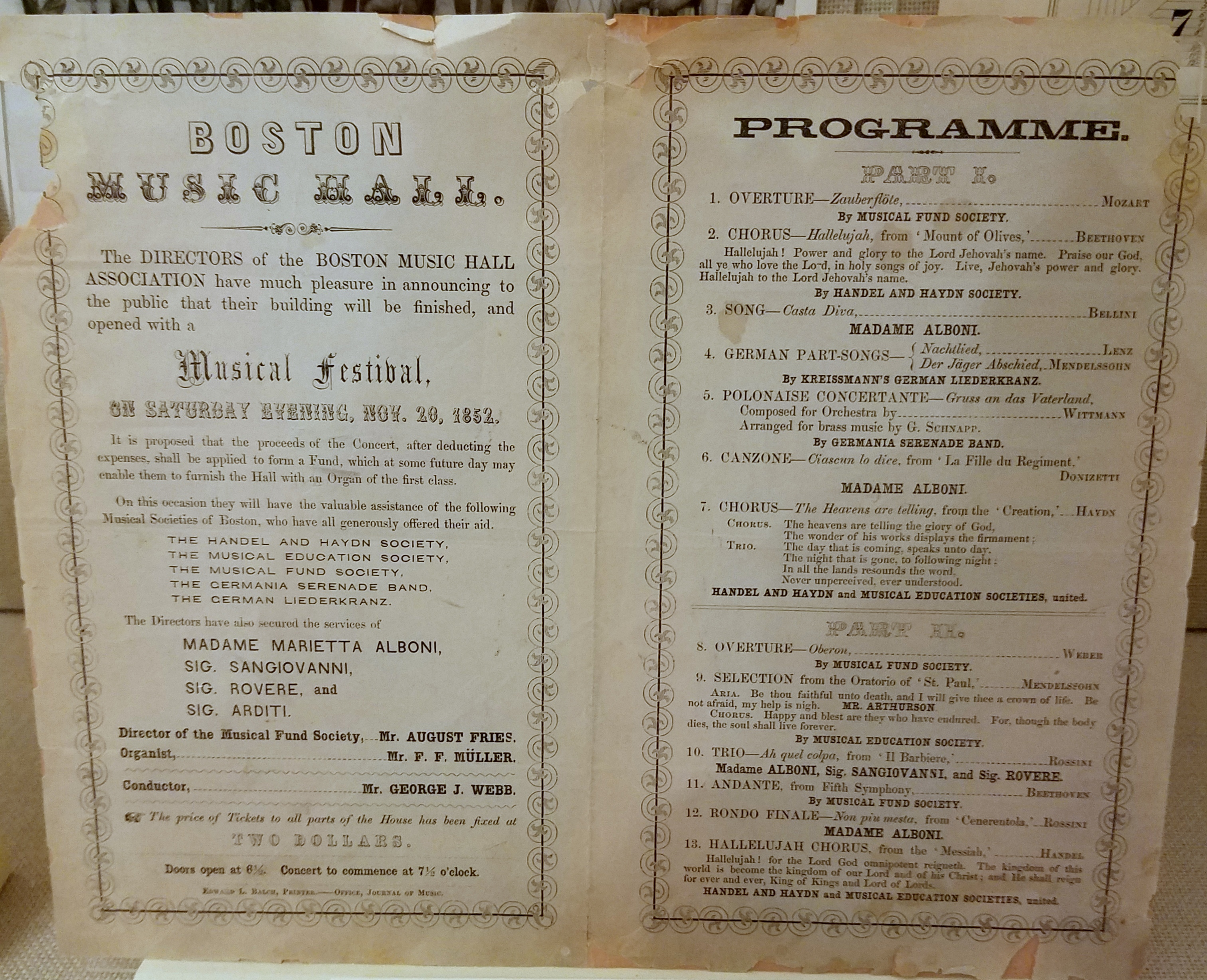
Programa da noite de abertura, 20 de novembro de 1852

O Boston Music Hall era uma sala de concertos localizada na Winter Street em Boston, Massachusetts, com uma entrada adicional na Hamilton Place .
Um dos mais antigos teatros em operação contínua nos Estados Unidos, foi construído em 1852 e foi a casa original da Orquestra Sinfônica de Boston . O salão foi fechado em 1900 e foi convertido em um teatro vaudeville chamado Orpheum Theatre . O Orpheum, que ainda existe hoje, foi substancialmente reconstruido em 1915 pelo arquiteto Thomas W. Lamb como uma sala de cinema .
O salão não tem nenhuma conexão com o "Music Hall" de Boston, um teatro que agora é conhecido como Wang Theatre.

## História
O Boston Music Hall foi construído em 1852, graças a uma doação de US $ 100.000, feita pela Harvard Musical Association, para sua construção. George Snell, assistido por Alpheus C. Morse, foi o arquiteto. A Handel and Haydn Society apresentou-se no concerto inaugural da sala. O salão foi a primeira casa da Orquestra Sinfônica de Boston, fundada em 1881 e também foi o local de nascimento do Conservatório de Música da Nova Inglaterra . O BSO apresentou aqui a estreia americana do Concerto para Piano n.º 1, de Pyotr Ilyich Tchaikovsky . Depois de ser ameaçado pela construção de estradas e metrôs, o Music Hall foi substituído como casa da Boston Symphony em 1900, pelo Symphony Hall.
Além de shows, o salão apresentou importantes palestrantes da época. Theodore Parker pregou aqui, e sua congregação, a Vigésima Oitava Sociedade Congregacional, adorou aqui de 1852 a 1863. O ministro metodista Henry Morgan fez uma palestra no salão por volta de 1859. Em 31 de dezembro de 1862, véspera do dia em que a Proclamação de Emancipação entrou em vigor, os abolicionistas do norte se reuniram no Music Hall para comemorar quando o relógio bateu meia-noite . Frederick Douglass, Wendell Phillips, Harriet Beecher Stowe, William Lloyd Garrison e Harriet Tubman compareceram. Oscar Wilde deu uma palestra aqui em 1882 .

## Órgão

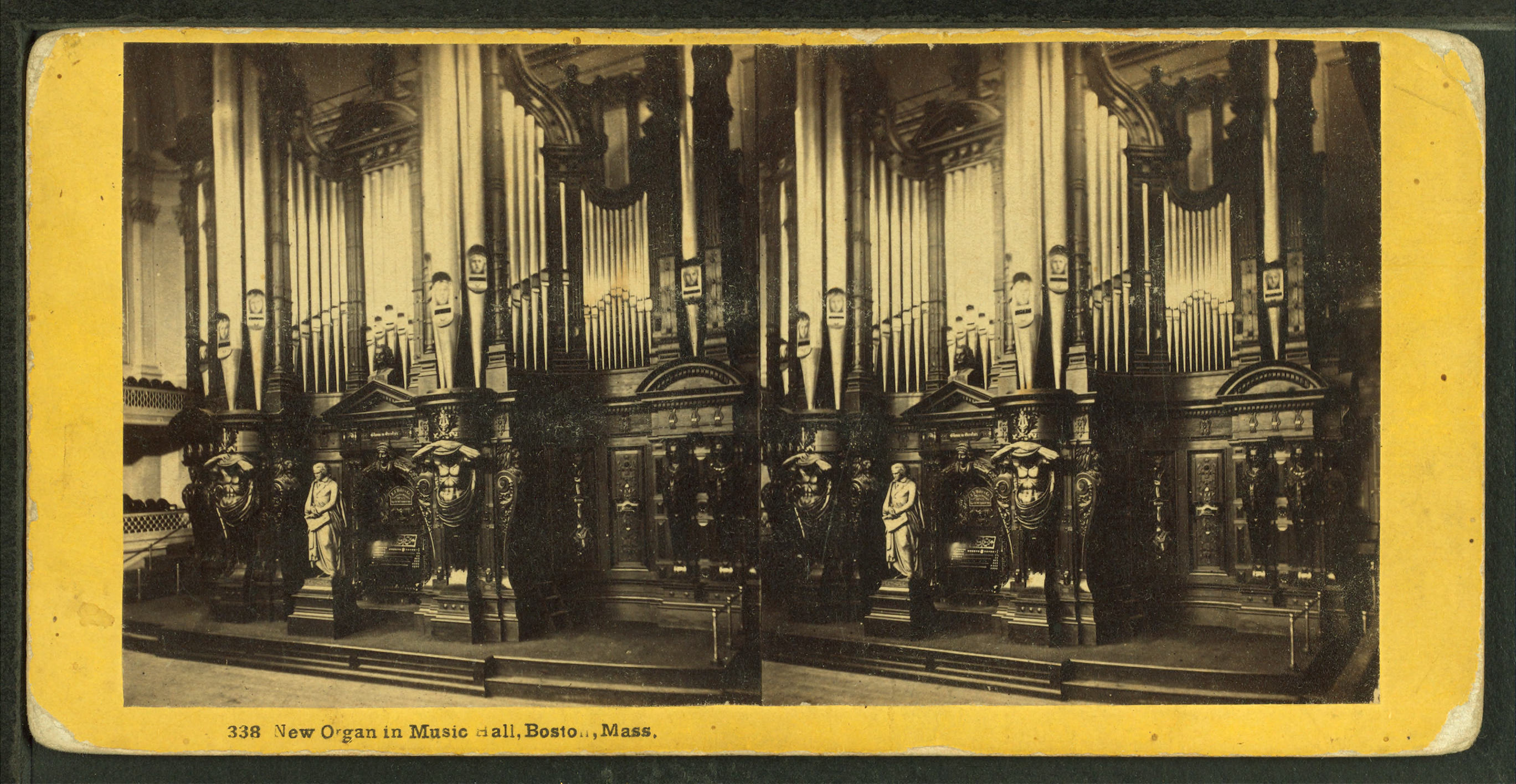
O "novo" órgão em uma imagem estereoscópica dos Irmãos Bierstadt

O Boston Music Hall Organ, instalado em 1862, foi o primeiro órgão de tubos para concertos instalado nos Estados Unidos. Foi encomendado em 1857 e construído na Alemanha pela EF Walcker and Company of Ludwigsburg. Era o maior dos Estados Unidos na época, contendo 5.474 tubos e 84 registos .
O órgão foi removido do Music Hall em 1884 para fornecer mais espaço de execução para a Sinfônica de Boston. Inicialmente colocado em armazenamento, o órgão foi reconstruido e instalado pela Methuen Organ Company no Serlo Organ Hall em Methuen, Massachusetts, que foi construído para abrigar o órgão. O órgão foi posteriormente reconstruido novamente e ampliado pela Aeolian-Skinner Organ Company . Hoje o Serlo Organ Hall é conhecido como Methuen Memorial Music Hall e concertos são regularmente apresentados no órgão, ainda considerado um dos principais instrumentos nos Estados Unidos .

## Teatro Orpheum
Quando a Boston Symphony mudou para o Symphony Hall em 1900, o Boston Music Hall fechou. Foi convertido para uso como teatro vaudeville em 1900 e operado com vários nomes diferentes, incluindo Music Hall e Empire Theatre . Em 1906, foi rebatizado de Teatro Orpheum . Em 1915, o teatro foi adquirido pela rede de teatros Loew's Theatres e reaberto em 1916, reconstruido com um interior totalmente novo, projetado pelo arquiteto Thomas W. Lamb.

## Galeria de imagens

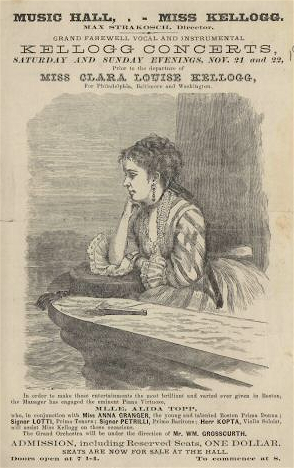
Concertos de Clara Louise Kellogg, 1869
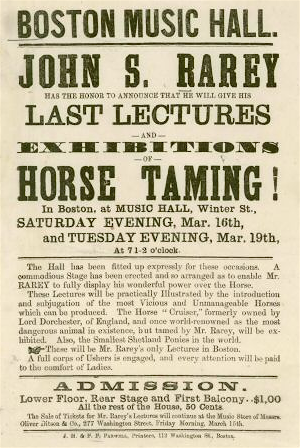
Palestras e exposições de John S. Rarey sobre a doma de cavalos, por volta de 1865
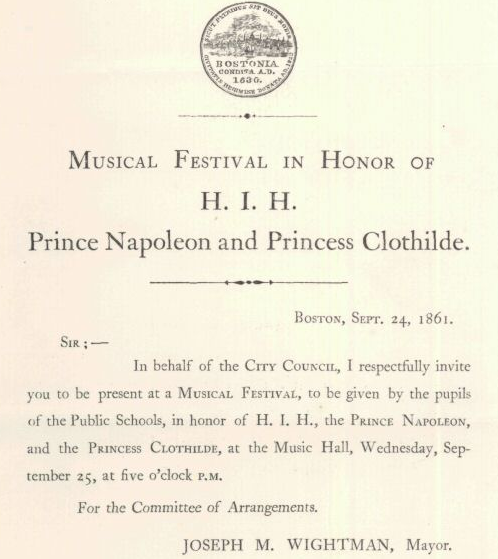
Festival musical, a ser ministrado pelos alunos das Escolas Públicas, em homenagem a HIH, o Príncipe Napoleão e a Princesa Clothilde, 1861
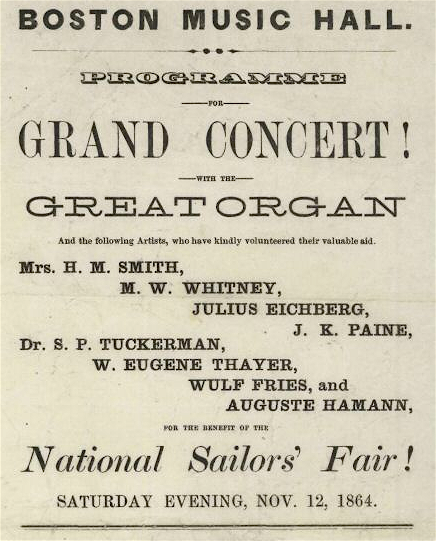
Benefício da Feira Nacional de Marinheiros, 1864
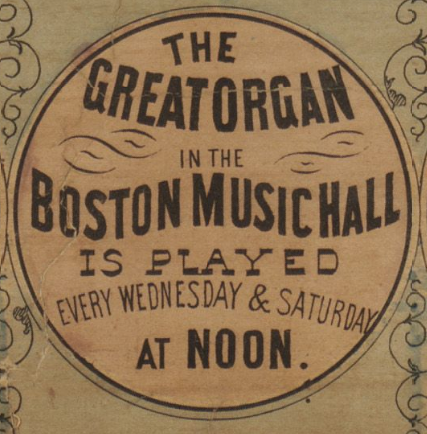
1869
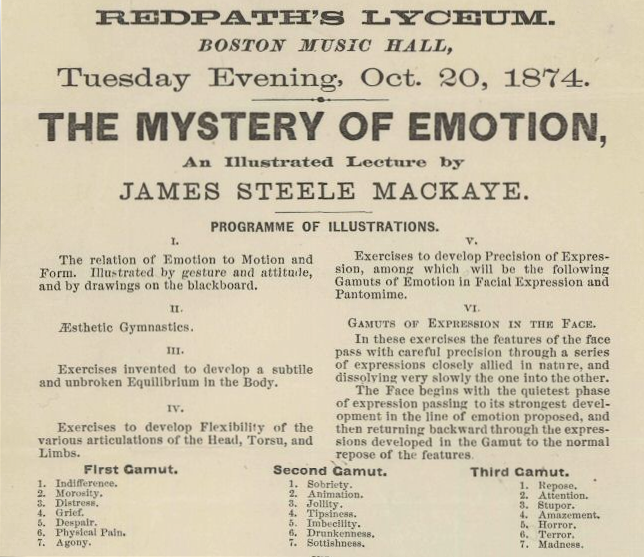
Liceu de Redpath. Boston Music Hall, terça-feira à noite, 20 de outubro de 1874. O mistério da emoção, uma palestra ilustrada de James Steele MacKaye .